# Antonello Grimaldi
Antonio Luigi Grimaldi dit Antonello Grimaldi est un acteur et un réalisateur de cinéma italien né le 14 août 1955 à Sassari, en Sardaigne. Il a modifié son prénom et se fait appeler désormais Antonello Grimaldi.

## Biographie
Après des études de droit, Antonio Grimaldi suit les cours de l'École du Cinéma de la Gaumont à Rome puis enseigne l'histoire du spectacle à l'Académie des Beaux-Arts de Sassari. Il commence ensuite sa carrière dans le cinéma en réalisant un épisode de la série télévisée italienne Juke-box en 1983.
Il réalise son premier film de cinéma en 1988 (Nulla ci può fermare) puis dirige Monica Bellucci dans Il cielo è siempre più blu en 1995 avant d'assurer la mise en scène de Asini en 1999 et de Un delitto impossibile en 2000. Il tourne ensuite pour la télévision deux épisodes (no 2 et 6) de la série policière italienne Distretto di polizia en 2002 et 2006 (Giovanna, commissaire, renommé Julia Corsi, Commissaire  après le changement d'actrice principale).
Il retrouve le cinéma en réalisant Caos calmo, adaptation du roman de Sandro Veronesi dans laquelle il dirige Nanni Moretti.
Antonio Grimaldi est également acteur : il a tourné sous la direction de Gabriele Muccino dans Ecco fatto en 1995 et dans Come te nessuno mai (Comme toi...)  en 1998. Il figure aussi dans Nirvana (1997) de Gabriele Salvatores avec le rôle de l'employé pakistanais et dans Guardami de Davide Ferrario (1999) où il joue Joe, le réalisateur. En 2006, il interprète également le personnage du directeur de production dans Le Caïman (Il caimano) de Nanni Moretti.

## Filmographie

### Comme réalisateur

#### Au cinéma
- 1983 : Juke-Box, film à sketches
- 1990 : Nulla ci può fermare
- 1996 : Il cielo è sempre più blu
- 1999 : Asini
- 2000 : Un delitto impossibile
- 2008 : Caos calmo
- 2008 : L'età dell'oro
- 2019 : Restiamo amici (it)

#### À la télévision

##### Téléfilms et séries télévisées
- 2001 : Distretto di polizia 1 et 2
- 2004 : Le stagioni del cuore
- 2006 : Distretto di polizia 6
- 2009 : Due mamme di troppo
- 2009 : Il mostro di Firenze
- 2016 : Baciato dal sole
- 2019 : La dottoressa Giò

### Comme acteur

#### Au cinéma
- 1997 : Nirvana de Gabriele Salvatores
- 1998 : Ecco fatto (it) de Gabriele Muccino
- 1999 : Comme toi... (Come te nessuno mai) de Gabriele Muccino
- 1999 : Guardami de Davide Ferrario
- 2006 : Le Caïman (Il caimano) de Nanni Moretti